# Juana García Orcoyen
Juana García Orcoyen (Esténoz 1901 - Valencia 1983) fue la primera mujer navarra que obtuvo, en 1925, la titulación de licenciada en Medicina.
Destacó como una alumna excelente y una vez titulada, fue profesora agregada del Hospital General de Madrid.
Antes de su fallecimiento, cedió los documentos académicos de su carrera al Archivo Real y General de Navarra, en cuanto pudieran servir como datos para documentar la historia de Navarra con relación a la promoción de la mujer en una época en que la mujer no había llegado a la universidad.

## Biografía

### Orígenes familiares
Juana fue fue la hija mayor del médico titular del Valle de Guesálaz Juan García Ilurre, su familia se trasladó a Madrid donde Juana inició la carrera de Medicina en la facultad de San Carlos junto con su hermano Jesús que llegó a ser catedrático de obstetricia y ginecología.
Fue una familia prolífica, otra miembro de su familia, Concepción Navascues Orcoyen fue de las primeras mujeres farmacéuticas navarras.

### Estudios
Realizó prácticas en el Hospital General de Madrid y en los laboratorios de la Junta de Ampliación de Estudios. Destacó como una alumna excelente y, una vez titulada, fue profesora agregada del Hospital General de Madrid y donde se especializó como alumna en el Instituto de Patología Digestiva dirigido por Juan Madinabeitia.
En 1932 se casó con el cirujano Álvaro López Fernández y se trasladaron a Valencia donde ejercieron en el Hospital Marítimo de Malvarrosa hasta el estallido de la guerra civil.
Durante la guerra civil, Álvaro López fue como sanitario al frente de Teruel por lo que en su ausencia, Juana dirigió el Hospital.
Tras la contienda civil, ante la depuración política de su marido, Juana figuró como titular de la consulta privada que compartieron.
Aunque gran parte de su vida la desarrolló fuera de Navarra, siempre mantuvo relación con la tierra que le vio nacer y vivir sus años de juventud que le impulsaron a superar los prejuicios y ser médica en una época en que la mujer no había llegado a la universidad en España.
El Ayuntamiento de Pamplona, con fecha del 10 de enero de 2005, adoptó la resolución de asignar con su nombre una nueva plaza ubicada en el barrio pamplonés de San Jorge.
Meses antes de su fallecimiento, escribió una carta al Presidente de la Diputación de Navarra en la que le comunicaba lo siguiente:

Comunico el deseo de ceder los documentos académicos de mi carrera, en cuanto puedan servir como datos que puedan documentar la pequeña historia de mi tierra con relación a la promoción de la mujer.
Juana García Orcoyen